# علم الفلك النجمي

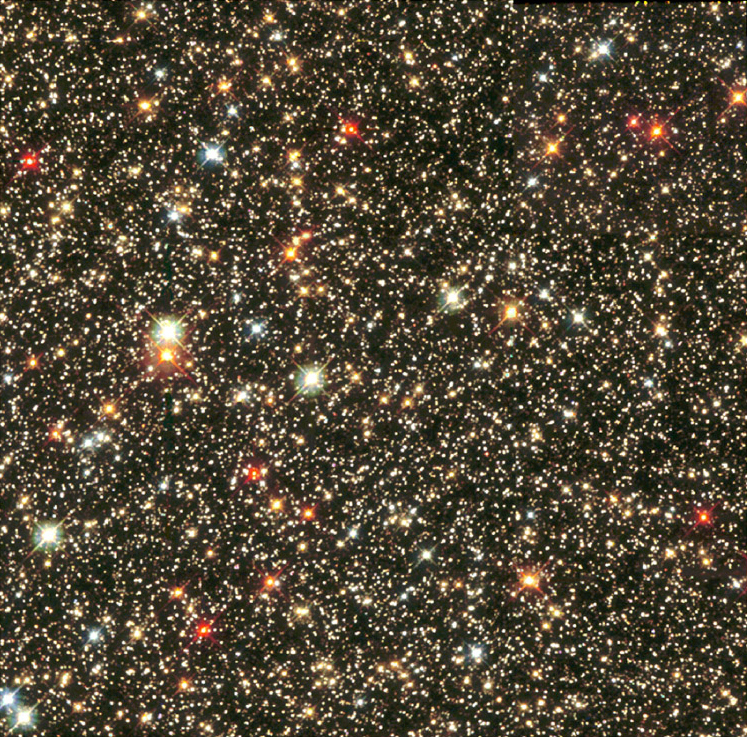

عِلم الفَلك النَّجْمِي (بالإنجليزية:Stellar astronomy)، هو دراسة النجوم والظواهر المرتبطة بهذه النجوم ومراحل تطورها المختلفة مع ارتباطات الموضوع بالحركيات السديمية السابقة للنجوم.